# Altre di B
Gli Altre di B sono un gruppo musicale italiano, formatosi a Bologna nel 2006.

## Storia del gruppo
Fondato a Bologna nel 2006, il gruppo esordisce nel 2011 con il primo album intitolato There's a Million Better Bands, che viene ristampato l'anno successivo. Nel 2012 prendono parte al festival Ypsigrock. Nel 2013 prendono parte allo Sziget Festival in Ungheria.
Nel 2014 esce il loro secondo album, intitolato Sport. Il 29 gennaio 2016 pubblicano il singolo Campetto, in collaborazione con Lo Stato Sociale, che due anni più tardi diventerà la sigla ufficiale di Lega Basket Serie A, e partecipano al Primavera Sound Festival.
Nel 2017 esce il loro terzo album, Miranda!. Nello stesso anno partecipano alla trasmissione in onda su Rai 2 Quelli che il calcio, prendendo parte nuovamente allo Sziget Festival ed esibendosi allo SXSW Festival di Austin, in Texas, e al Mondo NYC di New York City. Nel 2018 partecipano ancora allo SXSW Festival e alla rassegna canadese Indie Week Toronto.
Nel 2021 esce il loro quarto album, Sdeng.  Nel novembre 2022 si esibiscono al Iceland Airwaves di Reykjavík .

## Discografia

### Album in studio
- 2011 – There's a Million Better Bands
- 2014 – Sport
- 2017 – Miranda!
- 2021 – Sdeng

### EP
- 2010 – Waiting for...There's a Million Better Bands
- 2024 – Zapping

### Singoli
- 2016 – Campetto (feat. Lo Stato Sociale)
- 2017 – Potwisha
- 2017 – Pungi
- 2019 – It's a Cloudy Day in San Francisco
- 2021 – Diagram/Peacock
- 2021 – Green Tea Tiramisu/It's So Cool
- 2021 – 9-5er/Mommy
- 2021 – Lungomare (feat. Lo Stato Sociale)
- 2024 – Merighi